# Carlo Maria Martini
Carlo Maria Martini (Torino, 15 febbraio 1927 – Gallarate, 31 agosto 2012) è stato un cardinale, arcivescovo cattolico e teologo italiano.
Biblista ed esegeta, è stato arcivescovo di Milano dal 1979 al 2002. Oltre a essere stato un uomo di grande cultura teologica, fu anche uomo del dialogo tra le religioni, a cominciare dall'ebraismo, i cui fedeli amava definire "fratelli maggiori". Fu soprannominato "cardinale del dialogo".

## Biografia
Nacque a Torino il 15 febbraio 1927, da Leonardo Martini, un ingegnere torinese originario di Orbassano (dove si recò come sfollato in tempo di guerra), e da Olga Maggia. Venne battezzato una settimana dopo la nascita nella parrocchia dell'Immacolata Concezione di Borgo San Donato, il quartiere dove trascorse anche l'infanzia e l'adolescenza, abitando in via Cibrario 9.

### Sacerdote e biblista
Sviluppò sin da giovanissimo interessi biblici:
(Carlo Maria Martini)
Nel 1944 all'età di 17 anni entrò nella Compagnia di Gesù presso la casa religiosa dei gesuiti di Cuneo; compì poi gli studi presso l'Istituto Sociale di Torino.
Secondo l'uso gesuita del tempo, fu ordinato suddiacono l'11 luglio 1952, diacono il 12 luglio e presbitero il 13 luglio. A conferire le tre ordinazioni, nella chiesa di Sant'Antonio a Chieri, fu il cardinale Maurilio Fossati, arcivescovo di Torino.
Circa la propria vocazione, dichiarò poi:
(Carlo Maria Martini)
Conseguì il dottorato in teologia fondamentale presso la Pontificia Università Gregoriana nel 1958, con una tesi dal titolo Il problema storico della Risurrezione negli studi recenti.
Nel 1959 compì il suo primo viaggio in Terra santa visitando luoghi archeologici come studioso.

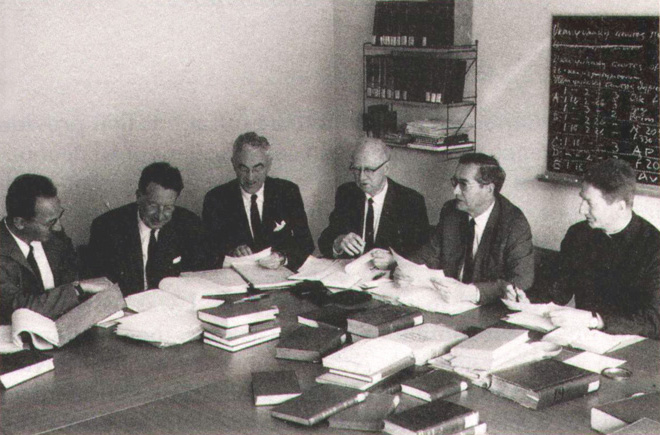
Il comitato per la pubblicazione del Nuovo testamento greco negli anni '60

Nel 1964 curò una nuova edizione del Nuovo Testamento in greco e latino. Dopo aver insegnato nella Facoltà teologica di Chieri, tornò a Roma e, nel 1966, si laureò in Sacra Scrittura summa cum laude al Pontificio Istituto Biblico con l'importante tesi "Il problema della recensionalità del codice B alla luce del papiro Bodmer XIV", pubblicata nello stesso anno, di cui fu relatore Stanislas Lyonnet, che era stato anche suo professore. Proseguì gli studi in Sacra Scrittura sempre presso il Pontificio Istituto Biblico, dove nel 1962 gli venne assegnata la cattedra di critica testuale e il 29 settembre 1969 venne nominato rettore, incarico che manterrà fino al 1978. Come rettore visitò numerose volte Gerusalemme e divenne amico di Shemaryahu Talmon, rettore dell'università ebraica di Gerusalemme, con cui instaurò una serie di rapporti e collaborazioni, arrivando a un programma di scambi interculturali in cui gli studenti italiani (in prevalenza religiosi e religiose) avrebbero potuto frequentare un semestre di studi nell'università di Gerusalemme, per meglio conoscere il mondo e la cultura ebraica, programma attivo ancora dopo 30 anni dalla sua nascita.
Nello stesso periodo diventò uno dei cinque studiosi riuniti in un comitato internazionale incaricato di curare una nuova edizione critica del Nuovo testamento greco: fu l'unico componente cattolico e l'unico italiano del comitato costituito da studiosi di diverse confessioni cristiane.
Dal 1974 al 1980 fu membro della Pontificia commissione biblica internazionale. Nella Quaresima del 1978 papa Paolo VI gli affidò l'incarico di predicatore degli esercizi spirituali alla Curia romana, mentre il 18 luglio dello stesso anno lo nominò magnifico rettore della Pontificia Università Gregoriana, succedendo al gesuita canadese Hervé Carrier.

### Arcivescovo di Milano
(Carlo Maria Martini intervistato da Aldo Maria Valli nel 2011.)

#### Insediamento e primi anni

10 febbraio 1980, cerimonia di insediamento di Carlo Maria Martini in piazza del Duomo a Milano

Il 29 dicembre 1979 papa Giovanni Paolo II lo nominò arcivescovo metropolita di Milano; succedette al cardinale Giovanni Colombo, dimessosi per raggiunti limiti di età. Il 6 gennaio 1980 ricevette l'ordinazione episcopale, nella basilica di San Pietro in Vaticano, per imposizione delle mani dello stesso pontefice, co-consacranti l'arcivescovo Eduardo Martínez Somalo, sostituto per gli affari generali della Segreteria di Stato della Santa Sede, e il vescovo ausiliare di Milano Ferdinando Maggioni.
A valle dell'ordinazione ad arcivescovo, ebbe luogo un momento conviviale presso l'Università Gregoriana al quale partecipò Pedro Arrupe, l'allora Superiore Generale dei gesuiti di cui padre Martini era considerato il successore più probabile. Nel 1981 Giovanni Paolo II revocò la nomina di Arrupe, sostituendolo con i padri Paolo Dezza e Giuseppe Pittau. La nomina di Martini al vertice massimo di una delle diocesi più importanti d'Italia fu vista come un modo per poter giungere al commissariamento pontificio dell'ordine.
Il 10 febbraio 1980 prese possesso dell'arcidiocesi ambrosiana; dopo aver fatto l'ingresso a piedi verso la piazza del Duomo, disse: "Vengo da lontano, come Paolo, con titubanza".
Nel 2001, ricordando il suo ingresso a Milano nella lettera pastorale "Sulla tua parola", scrisse:
(Lettera pastorale Sulla tua parola)

2 febbraio 1983, papa Giovanni Paolo II pone la berretta cardinalizia sul capo di Carlo Maria Martini

Fin dall'inizio la sua attività pastorale venne caratterizzata dalla ricerca di un contatto personale con tutte le realtà umane della diocesi, con passeggiate solitarie nelle vie cittadine, arrivando a festeggiare il suo primo onomastico servendo la minestra ai "barboni" nel rifugio di fratel Ettore sotto la stazione centrale. Ritornò da fratel Ettore nel 2000, due anni prima di salutare la città.
Nel novembre dello stesso anno avviò nella diocesi la pratica della Scuola della Parola, ricalcata sulla Lectio divina, per insegnare a «leggere un testo biblico usato nella liturgia, per gustarlo nella preghiera e applicarlo alla propria vita».
Più volte, nei primi anni, è stato sul punto di rinunciare di fronte al peso delle responsabilità. In quel periodo lavorava tantissimo. A volte andò anche a trovare in segreto famiglie bisognose della città, fermandosi a cena da loro, servendo a tavola e chiedendo anche di lavare i piatti. Approfittò anche del breve periodo di anonimato, all'inizio quand'era ancora quasi sconosciuto, per passeggiare in città o andare a comprare il giornale.

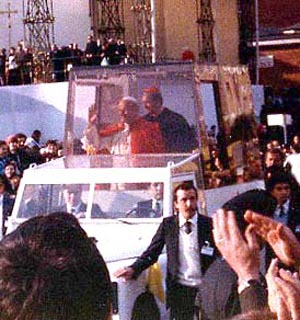
Carlo Maria Martini, arcivescovo di Milano e neo cardinale, riceve nel capoluogo lombardo papa Giovanni Paolo II nel 1984

Il 2 febbraio 1983 papa Giovanni Paolo II lo creò cardinale presbitero del titolo di Santa Cecilia. Fu il porporato italiano più giovane fino alla creazione del cardinale Giacomo Biffi, arcivescovo metropolita di Bologna.

#### Gli anni del terrorismo
Nel 1980, il suo primo anno da vescovo, caddero uccisi dai brigatisti il magistrato Guido Galli e il giornalista del Corriere della Sera, Walter Tobagi, e ne celebrò i funerali.
In uno dei suoi primi atti come cardinale, con l'intermediazione del cappellano don Luigi Melesi, visitò il gruppo di terroristi detenuti nel carcere milanese di San Vittore iniziando un dialogo con coloro che intendevano dissociarsi o pentirsi della loro scelta. Sempre nel 1983 fu scelto come interlocutore dai militanti di Prima Linea in una "conferenza di organizzazione" che si tenne nel carcere Le Vallette di Torino, dove era concentrata la gran parte degli imputati del "maxiprocesso" che era in corso contro l'organizzazione, che decisero di far consegnare proprio all'arcivescovo Carlo Maria Martini le armi ancora in disponibilità dei piellini rimasti liberi. Il 13 giugno 1984 uno sconosciuto si presentò nell'arcivescovado di Milano al segretario di Martini e abbandonò sul tavolo tre borse da tennis contenenti le ultime armi dell'organizzazione terroristica, tra cui due AK-47 Kalashnikov, mitra, pistole, munizioni e bombe per bazooka; la consegna delle armi venne preannunciata a Martini da Ernesto Balducchi, leader dei Comitati Comunisti Rivoluzionari e sotto processo al tempo, con una lettera speditagli il 14 maggio. Secondo Sergio Segio, "quel gesto generoso di Martini sicuramente accelerò la fine della lotta armata e contribuì a dare speranza e un nuovo progetto a migliaia di giovani incarcerati".
Nell'agosto del medesimo anno battezzò, a seguito di una richiesta avuta durante la visita natalizia in carcere, due gemelli nati da Giulia Borelli e Enrico Galmozzi, membri di Prima Linea, provocando malumori e proteste in alcuni circoli cattolici; Sergio Lenci, una delle vittime di questi terroristi, spedì una lettera aperta di protesta al quotidiano la Repubblica. Di fronte alle numerose critiche ricevute Martini spiegò la sua opera in un articolo pubblicato in settembre su La Civiltà Cattolica spiegando che il rinnovamento della società deve passare per il rinnovamento dell'uomo e che la Chiesa deve facilitare ciò dando il benvenuto a ogni manifestazione di buona volontà, incluse quelle provenienti dalle carceri.
Nel novembre 1986 indisse il grande convegno diocesano ad Assago sul tema del "Farsi prossimo", dove fu lanciata l'iniziativa delle Scuole di formazione all'impegno sociale e politico. L'anno seguente, durante la VII assemblea generale ordinaria del Sinodo dei vescovi a tema "La vocazione e la missione dei laici nella Chiesa e nel mondo", tenne un duro intervento sulle degenerazioni dei movimenti e sulla loro autoreferenzialità rispetto alla Chiesa.
Nel 1986 divenne presidente del Consiglio delle conferenze dei vescovi d'Europa, carica che mantenne fino al 1993.

#### La Cattedra dei non credenti e il dialogo con l'Islam
Nel 1987 avviò nell'arcidiocesi l'iniziativa, conclusasi nel 2002, della Cattedra dei non credenti, occasione di incontro e di dialogo tra cristiani e non credenti, rivolta nelle intenzioni di Martini a tutti i "pensanti" senza distinzione di credo.
Nel tradizionale discorso alla città del 1990, tenuto alla vigilia del giorno di Sant'Ambrogio, stupì tutti i presenti dedicando tutto l'intervento al tema civile e spirituale del rapporto tra "i milanesi e l'Islam". Raccomandò alla comunità civile in vista di una necessaria "integrabilità" di trasmettere con forza ai nuovi venuti la consapevolezza di non potersi appellare ai principi della legge islamica per ottenere spazi e prerogative giuridiche specifiche in un regime di laicità, sollecitando l'accoglienza e il dialogo.
Nel 1993 Helmut Kohl fu invitato da Mino Martinazzoli e Pierluigi Castagnetti in Italia. Il cancelliere pose come condizione una cena in arcivescovado, durante la quale Kohl e Martini parlarono tutto il tempo di teologia, non di politica, e in tedesco. Il cancelliere tedesco rimase affascinato dal cardinale italiano tanto che considerava Martini un cardinale seriamente papabile e uno dei pastori più consapevoli e attrezzati per affrontarne l'enorme portata.
Il 4 novembre 1993 convocò il 47º sinodo diocesano di Milano, che si concluse nel 1995.
Massimo propulsore dell'ecumenismo tra le varie Chiese e confessioni cristiane da parte cattolica, sollecitò a Milano la fondazione del Consiglio Ecumenico delle Chiese Cristiane. Al contempo promosse in maniera coraggiosa rispetto al magistero della Chiesa cattolica il dialogo tra cristianesimo ed ebraismo, segnando in materia una svolta non solo a Milano e in Italia, ma in Europa e in Occidente; in questo campo trovò la piena collaborazione e adesione da parte di intellettuali come Paolo De Benedetti e il rabbino capo di Milano, Giuseppe Laras.

#### Verso il 2000
(Lettera pastorale Quale bellezza salverà il mondo?)
Nel 1997 presiedette le celebrazioni del sedicesimo centenario della morte di Sant'Ambrogio, patrono dell'arcidiocesi di Milano. Nell'ottobre del 1999 partecipò come membro alla II assemblea speciale per l'Europa del Sinodo dei vescovi. Proprio a questo sinodo evocò "il sogno di una Chiesa giovane" e propose la creazione di un nuovo concilio per discutere sui problemi più spinosi, tra cui la posizione delle donne nella società e nella Chiesa, la questione della sessualità e la partecipazione dei laici nella disciplina cattolica del matrimonio.
Il 23 novembre 2000 papa Giovanni Paolo II lo nominò accademico onorario della Pontificia accademia delle scienze.
Sempre nel 2000 nacque il Natale degli Sportivi, un tradizionale appuntamento fortemente voluto da Martini, che a ogni vigilia di Natale riunisce attorno all'arcivescovo l'intero mondo sportivo diocesano, professionistico e non.
Il 7 dicembre 2001 inaugurò il museo diocesano di Milano situato presso i chiostri di Sant'Eustorgio, parte dell'antico convento domenicano, restituito alla città dopo un lungo periodo di restauro.

### Arcivescovo emerito
(Carlo Maria Martini)
L'11 luglio 2002 vennero accettate dal papa le dimissioni per sopraggiunti limiti di età, presentate secondo il canone 401 § 1 del Codice di diritto canonico al compimento dei 75 anni. Sulla cattedra dei Santi Ambrogio e Carlo, diventato arcivescovo emerito, gli succedette il cardinale Dionigi Tettamanzi, fino ad allora arcivescovo metropolita di Genova. Rimase amministratore apostolico dell'arcidiocesi fino alla presa di possesso del successore, avvenuta per procura il 14 settembre seguente.
Nello stesso anno fu insignito, nella cerimonia per la consegna dell'Ambrogino d'oro, della Grande Medaglia d'oro del comune di Milano.

#### Il periodo a Gerusalemme
Dal 2002 al 2007 il cardinale Martini visse prevalentemente a Gerusalemme, dove riprese gli studi biblici: a 75 anni ritradusse il papiro Bodmer, uno dei più antichi manoscritti biblici a noi pervenuti, contenente la Prima e la Seconda lettera di Pietro. Furono, poi, anni di preghiera intensa per la pace, nel periodo più duro della Seconda intifada.
Il desiderio così forte di ritornare a Gerusalemme fu raccontato da Martini stesso in un'intervista concessa alla trasmissione Il mio Novecento della Rai, in cui disse di aver rischiato di venire letteralmente seppellito dalla Terra santa. Capitò ai pozzi di El Gib, reperti del tempo del Re Salomone, allora appena riscavati dagli archeologi.
In questi anni, ogni sera, dopo la messa che celebrava al Pontificio Istituto Biblico, la residenza dei gesuiti, incontrava personalmente molti pellegrini. Era solito passeggiare con il panama bianco e un bastone elegante nella città vecchia, tra la Porta di Damasco e quella di Jaffa, un itinerario che compiva spesso per recarsi dalla casa dei gesuiti biblisti al Santo Sepolcro.
In quanto cardinale elettore, partecipò al conclave del 2005 che elesse papa il cardinale Joseph Ratzinger, con il nome di Benedetto XVI. In tale occasione, venne indicato dai media come uno dei papabili, sostenuto dall'"ala progressista" del collegio cardinalizio. Secondo un resoconto di quel conclave fornito da un cardinale anonimo e raccolto dal vaticanista Lucio Brunelli, il cardinal Martini tuttavia avrebbe ottenuto meno consensi del previsto e il duello sarebbe stato tra Ratzinger e l'argentino Jorge Mario Bergoglio.
Il 15 febbraio 2007, al compimento dell'ottantesimo genetliaco, in base a quanto disposto dal motu proprio Ingravescentem Aetatem di Paolo VI del 1970, decaddero tutti gli incarichi ricoperti nella Curia romana e con essi il diritto di entrare in conclave.
Per ricordare gli anni da lui trascorsi a Gerusalemme e per il suo impegno per il dialogo con il mondo ebraico, sulle sponde del lago di Tiberiade, è sorta una foresta a lui dedicata, inaugurata a giugno 2013.

#### Il ritorno in Italia e la malattia

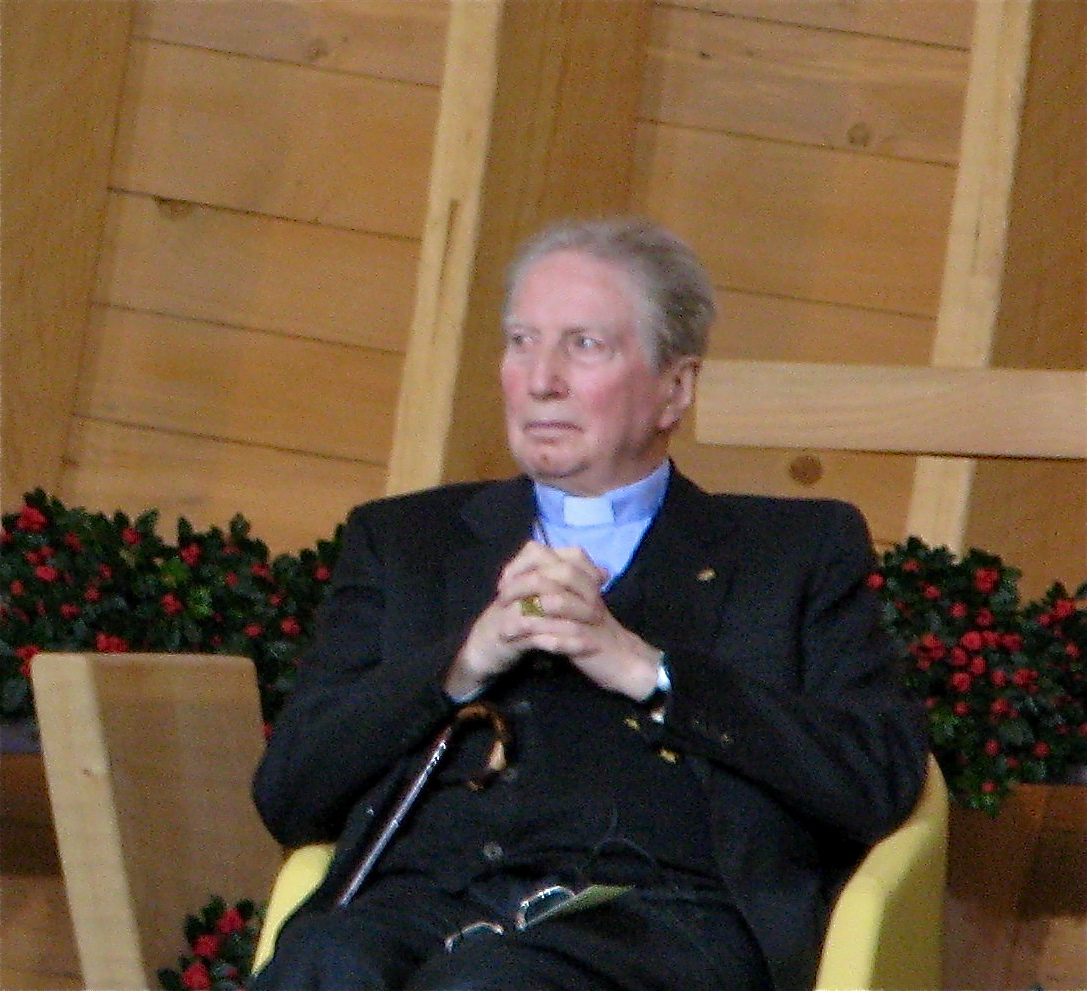
Carlo Maria Martini all'Università Vita-Salute San Raffaele nel 2010

Rientrò in Italia definitivamente nel 2008 e si stabilì presso l'Aloisianum, la casa dei gesuiti a Gallarate dove aveva studiato da giovane.
Si era frattanto aggravata la sua infermità legata alla malattia di Parkinson, che gli era stata diagnosticata già a metà anni 1990; il cardinale non tenne mai nascosto il suo stato di salute, ma anzi lo dichiarò apertamente e partecipò anche a convegni sulla malattia. Col passare degli anni la malattia, pur non intaccandone la lucidità, gli rese sempre più difficoltoso muoversi ed esprimersi, obbligandolo a limitare i propri impegni e a ricorrere a un piccolo amplificatore e all'aiuto dei collaboratori per rendere intellegibile la propria voce.
Nonostante la malattia non fece mai mancare i suoi interventi sui media dedicati a vari temi di attualità. Dal 28 giugno 2009, infatti, curò con cadenza mensile una rubrica dedicata alla fede sul quotidiano italiano Corriere della Sera, rispondendo alle domande poste dai lettori. Mantenne la rubrica fino al 24 giugno 2012.

### Morte
(Il cardinal Martini sulla morte)
Il 3 maggio 2012, l'amico rabbino Giuseppe Laras recatosi a salutare il cardinale, si congedò prendendogli tra le mani la testa e recitando in ebraico la benedizione sacerdotale; al termine, Martini raccolse le forze e benedisse nello stesso modo il rabbino. Il 2 giugno successivo poté incontrare papa Benedetto XVI, in visita a Milano a motivo del VII Incontro mondiale delle famiglie, per un breve colloquio in una saletta dell'arcivescovado.
Da metà agosto 2012 non fu più in grado di deglutire i cibi, ma rifiutò sia il posizionamento di SNG che della PEG. Il 30 agosto il cardinale Angelo Scola, suo successore all'arcidiocesi di Milano, rese pubblico l'aggravarsi delle condizioni di salute di Martini e invitò a pregare per lui. La morte sopraggiunse l'indomani alle 15:45.
La salma, vestita con la casula bianca della messa di Resurrezione, con la croce pettorale, la mitria, il pastorale e il pallio, venne composta sabato 1º settembre sotto l'altare maggiore del duomo di Milano. Oltre 200.000 persone, fino a lunedì pomeriggio, durante la camera ardente allestita in duomo e aperta giorno e notte, sfilarono davanti alla salma, formando due lunghe code inizianti da piazza della Scala.

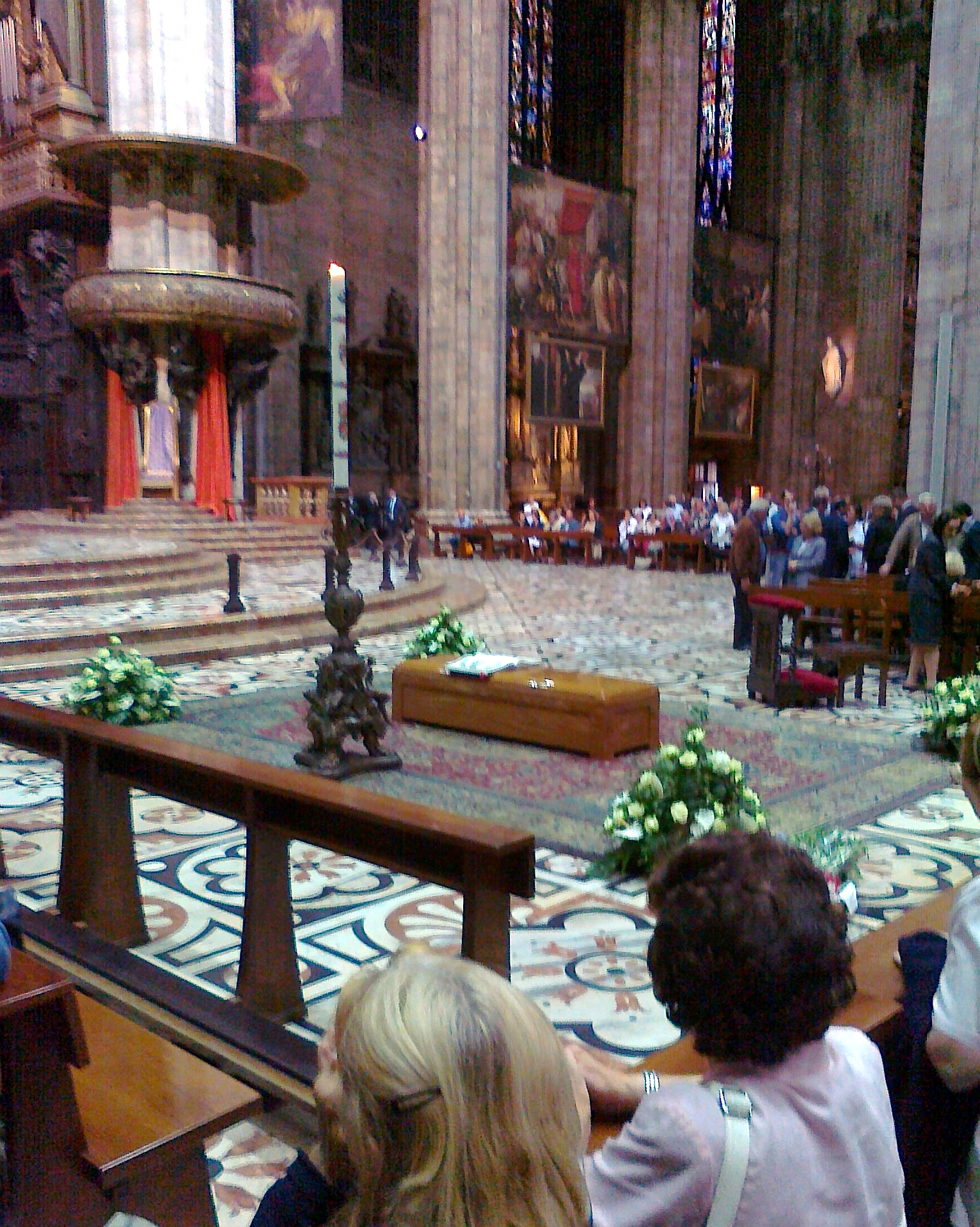
La bara del cardinale esposta ai fedeli davanti all'altare maggiore

Alle esequie, celebrate il 3 settembre dall'arcivescovo di Milano Angelo Scola, presero parte 21.000 persone, tra le quali 12 cardinali, 38 vescovi, 1.200 sacerdoti, il presidente del Consiglio Mario Monti e numerose autorità civili. Nel corso della celebrazione fu letto il messaggio di Benedetto XVI che ricordava l'amore per le Sacre Scritture e la disponibilità all'incontro con tutti. Nello stesso giorno una cerimonia di rito ebraico fu organizzata dalla comunità ebraica di Milano.
Al termine dei funerali fu tumulato in duomo, davanti all'altare del Crocifisso di San Carlo. Perché il desiderio del cardinale Martini di essere sepolto in Terra Santa trovasse in qualche modo effettiva realizzazione, in occasione del sigillo definitivo del sepolcro vi furono posti due sacchetti di terra di Eretz Yisrael, fatti giungere dal rabbino Giuseppe Laras e due pergamene, una in ebraico e una in latino.
Per disposizioni testamentarie, i diritti di autore furono ereditati dalla Compagnia di Gesù, gli oggetti personali dai congiunti e quelli legati all'episcopato lasciati al duomo di Milano.
Il 2 novembre 2012 il nome di Martini fu iscritto al Famedio insieme a quelli dei "Grandi di Milano".
In occasione del primo anniversario della morte, fu presentata a papa Francesco la neonata Fondazione Carlo Maria Martini.
Il 21 febbraio 2016 la via dell'Arcivescovado a Milano diventò via Carlo Maria Martini.

## Il pensiero
Il pensiero del cardinale Martini fu sempre caratterizzato dal primato dato alla Parola di Dio, tanto nella sua dimensione contemplativa e orante quanto nella sua capacità di confrontarsi e dialogare con le esigenze e i problemi della vita quotidiana. Per questo, durante gli anni del suo mandato trattò a fondo anche i temi del lavoro, della giustizia, della solidarietà, della tolleranza. Fu uno dei principali sostenitori della necessità della Chiesa cattolica di dialogare con le altre religioni e con i non credenti.

### La situazione della Chiesa moderna
Nel libro Colloqui notturni a Gerusalemme, pubblicato nel 2009, affermò la necessità di una riforma della Chiesa:
Inoltre, in una delle sue ultime interviste, l'8 agosto 2012, Martini analizzò la situazione della Chiesa, affermando:
Ricercò le motivazioni senza fuggirne, senza tirarsi indietro dalla sacra istituzione, trovando anche esempi e possibili rimedi contro tale affaticamento:

### La posizione sull'omosessualità

Carlo Maria Martini e papa Giovanni Paolo II a Milano nel 1983

Martini espresse più volte una posizione che secondo molti commentatori era di apertura verso il riconoscimento delle coppie omosessuali. In particolare, in un confronto con Ignazio Marino affermò: 
Espresse contrarietà verso il matrimonio fra persone dello stesso sesso:
Martini espresse altresì una valutazione problematica del rapporto di coppia fra persone dello stesso sesso, prefigurando per loro, secondo la dottrina cattolica dalla quale non si discostò mai su questo tema, una semplice
Martini affermò anche che non osò mai pensare di porre in atto azioni di discriminazione delle coppie o delle persone omosessuali, o di chiedere allo Stato di fare altrettanto. Tale posizione fu ribadita anche nel suo ultimo libro, Il vescovo:
In modo più esplicito, vengono riassunte le sue principali posizioni in tema di etica morale in uno dei suoi ultimi libri e raccolte di interviste:
"Questa solitudine decisionale a lungo termine non è stata una premessa positiva per trattare i temi della sessualità e della famiglia". Sarebbe opportuno, afferma, gettare "un nuovo sguardo" sull'argomento. La Bibbia, in definitiva, non condanna a priori né il sesso né l'omosessualità.
È la Chiesa, invece, che nella storia ha spesso dimostrato insensibilità nel giudizio della vita delle persone. Tra i miei conoscenti - ricorda ancora Martini - ci sono coppie omosessuali. Non mi è stato mai domandato né mi sarebbe venuto in mente di condannarli". Dunque la Chiesa, invece di educare il popolo di Dio alla libertà e alla "coscienza sensibile", ha preferito inculcare nel credente una dogmatica moralistica ed acritica.»
(Carlo Maria Martini, Georg Sporshill, Conversazioni notturne a Gerusalemme: Sul rischio della fede, trad. Pietro De Marco, Roma, 2008)

### La diffusione dell'HIV

Il cardinale Carlo Maria Martini in preghiera davanti alla croce di San Carlo, la sera del Venerdì Santo del 20 aprile 1984, prima della processione che, partita dalla chiesa di San Carlo al Lazzaretto a Milano, si concluse sul sagrato del Duomo

Nel colloquio con il professor Marino, pubblicato il 21 aprile 2006 ne L'Espresso, affermò che le cifre sulla diffusione del virus dell'immunodeficienza umana destano smarrimento e desolazione:
Il cardinale sembrò aprire alla possibilità dell'uso del profilattico per la limitazione della diffusione del virus:
Tuttavia si interrogò più centralmente se fosse responsabile da parte dell'istituzione religiosa favorire tale metodologia in luogo di un comportamento più responsabile:
Concluse che la valutazione di ogni caso locale permetterebbe una più efficace lotta alla sindrome, evitando un atteggiamento non responsabile.

### Le posizioni sulla nascita e la fine della vita

#### Sull'aborto
Sulla questione dell'aborto manifestò comprensione per chi si decide a una scelta, che, tuttavia, Martini stentava ad approvare:

#### Sull'eutanasia

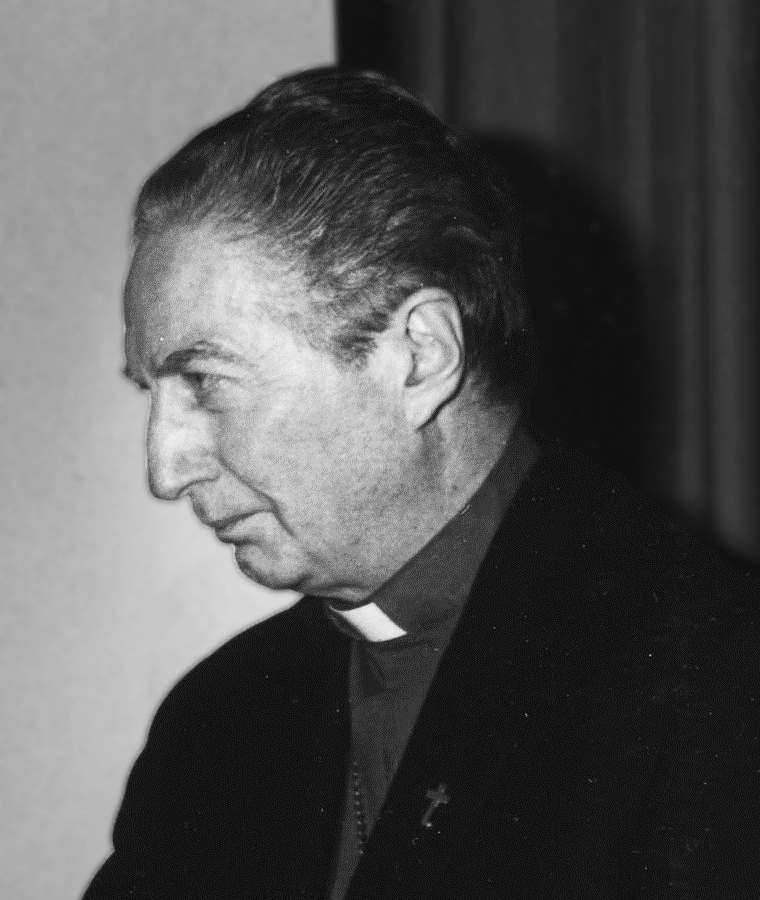
Il cardinale Carlo Maria Martini al World Economic Forum Annual Meeting, nel 1992

Ignazio Marino, che discusse per lungo tempo di temi bioetici con Martini, scrive che il cardinale aveva trovato nella lettura del Qoelet indicazioni di riflessione su questi argomenti, affermando che il testo biblico invita ad accettare i limiti della nostra conoscenza, indica che «viviamo anche alla fine della vita» e quindi si ha diritto a rinunciare a cure valutate «sproporzionate, come la nutrizione artificiale».
L'eutanasia, secondo Martini è:
Martini ha sempre sollecitato l'elaborazione di una normativa che da una parte consentisse la possibilità del rifiuto delle cure e dall'altra proteggesse il medico da eventuali accuse, come quella di omicidio del consenziente o di aiuto al suicidio. Nel suo scritto Così è vita, pubblicato su L'Espresso nell'aprile 2006, sostenne che l'eutanasia «non si può mai approvare». Aggiunse poi che:

### L'adozione per i single
Sull'adozione per i single affermò:

### Il celibato ecclesiastico
Nel marzo 2010, in tema alle vicende sulla pedofilia nella Chiesa cattolica, alcune agenzie e testate riportarono un suo pronunciamento favorevole al ripensamento dell'obbligo di celibato dei preti. In un comunicato diffuso però dall'arcidiocesi di Milano, egli smentì queste dichiarazioni, spiegando che anzi ritenne «una forzatura coniugare l'obbligo del celibato per i preti con gli scandali di violenza e abusi a sfondo sessuale».

### Il rapporto con Joseph Ratzinger

Martini assieme al cardinale Joseph Ratzinger

Il biblista Carlo Maria Martini e l'allora cardinale teologo Joseph Ratzinger ebbero sempre rapporti cordiali. Martini, nello scritto con cui commentò l'elezione a pontefice di Ratzinger, raccontò che conobbe l'opera del teologo tedesco nel periodo della contestazione, leggendo il suo saggio Introduzione al cristianesimo, che gli fece da guida nel raccogliere le idee nella confusione di quegli anni, trovandovi il tema dell'incredulo «forse è vero» che lo spinse anni dopo a creare la "Cattedra dei non credenti". Nello stesso periodo, a Monaco ne ascoltò una lezione in cui rimase colpito dall'audacia di mischiare in una lezione cattedratica riferimenti di vita concreta e realtà locale. Si conobbero personalmente a Roma nell'agosto 1978 quando, alla morte di papa Paolo VI, l'allora arcivescovo di Monaco e Frisinga trascorse nella Capitale le settimane del preconclave.
Da biblista dedicò alcune recensioni ai due volumi dell'opera Gesù di Nazaret firmati da papa Benedetto XVI. Partecipò alla presentazione dell'edizione francese dell'opera il 23 maggio 2007, presso il palazzo dell'UNESCO a Parigi.

### Il motu proprioSummorum Pontificum
Il 29 luglio 2007, con l'articolo Amo il latino, però... pubblicato sulle pagine culturali del quotidiano Il Sole 24 ore criticò il motu proprio Summorum Pontificum di Benedetto XVI, che liberalizzava le celebrazioni liturgiche secondo i libri precedenti al Concilio Vaticano II. Nell'articolo, Martini affermava che non avrebbe ripreso a celebrare secondo tali libri. Parallelamente esprimeva il proprio rammarico per la decadenza dell'uso del latino nella Chiesa e ricordava la propria abitudine a celebrare in latino la liturgia riveduta a norma del Concilio Vaticano II nelle grandi solennità durante l'episcopato a Milano.

## Opere
Gli scritti di Martini sono numerosissimi: spaziano dalle ricerche biblico-esegetiche, alla pubblicazione di conferenze e relazioni a convegni, agli scritti pastorali, alla trascrizione di meditazioni tenute in occasione di ritiri ed esercizi spirituali.
È l'unico porporato italiano a cui è stato dedicato un Meridiano da parte della casa editrice Mondadori.
- Il problema storico della Risurrezione negli studi recenti, Roma, Libreria Editrice dell'Universita Gregoriana, 1959.
- Poesie, Milano, U. Mursia A.P.E. Coricelli, 1961.
- Mauro Laconi, Il Vangelo di S. Giovanni. Problemi generali di introduzione e di teologia, Treviso, Editrice Trevigiana, 1962.
- Piero Bonatti, Il messaggio della salvezza. Corso completo di studi biblici, in Introduzione generale, I, Torino-Leumann, Elle Di Ci, 1964.
- Nereo Venturini (a cura di), Atti degli apostoli, Venezia, Missioni, 1965.
- Il problema della recensionalità del codice B alla luce del papiro Bodmer XIV, Roma, Pontificio Istituto Biblico, 1966.
- Gli esegeti del tempo di Galileo, in Nel quarto centenario della nascita di Galileo Galilei, Milano, Vita e Pensiero, 1966.
- I Vangeli. Storia o leggenda?, Roma, AVE, 1968.
- Se non vi manterrete fedeli non resterete salvi, in Il cristiano e la vita di fede, Roma, AVE, 1970.
- Farsi prossimo. La carità, oggi nella nostra società e nella Chiesa, Milano, Centro Ambrosiano di Documentazione e Studi religiosi, 1975.
- L'itinerario spirituale dei dodici nel Vangelo di Marco, Roma, Centrum Ignatianum Spiritualitatis, 1976.
- Gli esercizi ignaziani alla luce di S. Giovanni, Roma, Centrum Ignatianum Spiritualitatis, 1976.
- Gli esercizi ignaziani alla luce di S. Matteo, Cagliari, Società poligrafica sarda, 1977.
- Gli esercizi spirituali di S. Ignazio alla luce di S. Luca, Roma, Stella matutina, 1977.
- Secondo Mazzarello, Gabriele Orsini, Riflessioni pastorali sul giorno del Signore, Leumann, Elle Di Ci, 1977.
- Vita di Mosè, vita di Gesù, esistenza pasquale, Roma, Centrum Ignatianum Spiritualitatis, 1979.
- La dimensione contemplativa della vita. Lettera al clero e ai fedeli dell'Archidiocesi ambrosiana per l'anno pastorale 1980/81, Milano, Centro Ambrosiano documentazione e studi religiosi, 1980.
- L'evangelizzatore in San Luca. Meditazioni, Milano, Ancora, 1980.
- Il nostro cammino sacerdotale. Lettera dell'Arcivescovo al clero per il giovedì santo 1980. "Dalla coscienza battesimale alla coscienza presbiteriale", Milano, Centro ambrosiano di documentazione e studi religiosi, 1980.
- La parola di Dio alle origini della Chiesa, Roma, Università Gregoriana Editrice, 1980.
- Parola di Dio e vita quotidiana, Torino, Marietti, 1980, ISBN 88-211-8509-5.
- Il problema storico della risurrezione negli studi recenti, Roma, Libreria editrice dell'Università Gregoriana, 1980.
- Il Vangelo secondo Giovanni nell'esperienza degli esercizi spirituali, Roma, Borla, 1980.
- Il vangelo alle sorgenti. Meditando ad Assisi il Discorso della Montagna, Milano, Ancora, 1990, ISBN 88-7610-332-5.
- Samuele: profeta religioso e civile, Milano, Centro Ambrosiano - Edizioni Piemme, 1990, ISBN 88-384-1517-X.
- Il vino nuovo. Meditazioni per le famiglie, Casale Monferrato, Piemme, 1992, ISBN 88-384-1772-5.
- Umberto Eco, In cosa crede chi non crede?, Roma, Liberal Sentieri, 1996, ISBN 9788886838030.
- Il discorso della montagna. Meditazioni, Milano, Mondadori, 2006, ISBN 88-04-56158-0.
- Liberi di credere. I giovani verso una fede consapevole, Milano, In dialogo, 2009, ISBN 978-88-8123-546-9.
- Conversazioni notturne a Gerusalemme. Sul rischio della fede, intervista di Georg Sporschill, Milano, Mondadori, 2008, ISBN 978-88-04-58391-2.
- Le ali della libertà. L'uomo in ricerca e la scelta della fede. Meditazioni sulla Lettera ai Romani, Milano, Piemme, 2009, ISBN 978-88-566-0552-5.
- Qualcosa di così personale. Meditazioni sulla preghiera, Milano, Mondadori, 2009, ISBN 978-88-04-59468-0.
- Luigi Maria Verzé, Siamo tutti nella stessa barca, Milano, Editrice San Raffaele, 2009, ISBN 978-88-86270-90-8.
- Una parola per te, Milano, Editrice San Raffaele, 2010, ISBN 978-88-96603-04-8.
- Giulio Giorello, Ricerca e carità. Due voci a confronto su scienza e solidarietà, Milano, Editrice San Raffaele, 2010, ISBN 978-88-96603-20-8.
- Ferruccio Parazzoli, Marco Garzonio, Damiano Modena e Virginio Pontiggia (a cura di), Le ragioni del credere. Scritti e interventi, Milano, Mondadori, 2011, ISBN 978-88-04-61127-1.
- Il vescovo, Torino, Rosenberg & Sellier, 2011, ISBN 978-88-7885-138-2, OCLC 878851628.
- Parlate con il cuore, Milano, Rizzoli, 2012, ISBN 978-88-17-06084-4.
- Vi porto nel cuore, Alba, Edizioni San Paolo, 2012, ISBN 978-88-215-7679-9.
- Il rischio della fede. Le ragioni del credere, Mondadori, 2013, ISBN 978-88-04-63173-6.
- Vita di Mosè, Rosenberg & Sellier, 2013, ISBN 978-88-7885-192-4.
- Piccolo manuale della speranza, Milano, Giunti Editore, 2012, ISBN 978-88-09-77882-5.
- Io sono voce. Tracce di una vita, Mondadori, 2013, ISBN 978-88-04-63414-0.
- Quando diciamo "Padre Nostro", In Dialogo, 2013, ISBN 978-88-8123-834-7.
- Il Signore ha un futuro per voi, Centro Ambrosiano, 2013, ISBN 978-88-8025-963-3.
- Rowan Williams, Essere cristiani credibili, Qiqajon, 2013, ISBN 978-88-8227-405-4.
- Parlate con il cuore, Rizzoli, 2013, ISBN 978-88-17-06777-5.
- La forza delle debolezza. La risposta della fede nel tempo della prova, Piemme, 2013, ISBN 978-88-6836-636-0.
- Stella del mattino. Novena a Maria, Edizioni San Paolo, 2013, ISBN 978-88-215-9050-4.
- Chi è Gesù?, Edizioni San Paolo, 2013, ISBN 978-88-215-7678-2.
- Da Betlemme al cuore dell'uomo, Terra Santa, 2013, ISBN 978-88-6240-181-4.
- Il sogno di una vita. Una Chiesa e una città da incontrare e da amare, Centro Ambrosiano, 2013, ISBN 978-88-8025-949-7.
- Verso la luce. Riflessioni sul Natale, Edizioni San Paolo, 2013, ISBN 978-88-215-7977-6.
- Angelo Scola, Giorgio Squinzi, Claudio Stercal, Anna Maria Tarantola, La dimensione contemplativa della vita, Centro Ambrosiano, 2013, ISBN 978-88-8025-906-0.
- Discepoli del Risorto, Edizioni San Paolo, 2014, ISBN 978-88-215-9157-0.
- Notti e giorni del cuore. Ritrovare fiducia nella vita, In Dialogo, 2014, ISBN 978-88-8123-873-6.
- Affrontare la tempesta con serenità e con forza, Centro Ambrosiano, 2014, ISBN 978-88-8025-932-9.
- Guide in tempi difficili. Profili di grandi maestri dello spirito, Ancora, 2014, ISBN 978-88-514-1332-3.
- Il giardino interiore. Una via per credenti e non credenti, Piemme, 2014, ISBN 978-88-566-3432-7.
- Essere nelle cose del Padre. Il dono della vocazione, Edizioni San Paolo, 2014, ISBN 978-88-215-9311-6.
- L'utopia alla prova di una comunità, Centro Ambrosiano, 2014, ISBN 978-88-6894-004-1.
- Camminate senza stancarvi. Riflessioni sull'avvento, Ancora, 2014, ISBN 978-88-514-1384-2.
- La famiglia alla prova. Parole della sapienza cristiana, Vita e Pensiero, 2015, ISBN 978-88-343-2929-0.
- Il pane del cammino. Riflessioni sull'eucaristia e la carità, Editrice Missionaria Italiana, 2015, ISBN 978-88-307-2238-5.
- Figli di Abramo. Noi e l'Islam, La Scuola, 2015, ISBN 978-88-350-4246-4.
- Quale prete per la Chiesa di oggi. Come essere efficaci annunciatori, Editore In Dialogo, 2015, ISBN 978-88-8123-914-6.
- Chiamò quelli che egli vuole. Bibbia e vocazione, Edizioni San Paolo, 2015, ISBN 978-88-215-9495-3.
- La comunione presbiterale. Omelie delle messe crismali (1980-2002), Ancora, 2015, ISBN 978-88-514-1536-5.
- Giulio Giorello, Con intelligenza e amore. Ricerca e carità, Longanesi, 2015, ISBN 978-88-304-4240-5.
- Teresa d'Avila maestra di preghiera, Ancora, 2015, ISBN 978-88-514-1555-6.
- Le cattedre dei non credenti, Bompiani, 2015, ISBN 978-88-452-7993-5.
- Questo è solo l'inizio, Editore Terra Santa, 2015, ISBN 978-88-6240-363-4.
- Piccolo manuale della famiglia, Giunti Editore, 2015, ISBN 978-88-09-82028-9.
- I racconti della passione. Meditazioni, Edizioni San Paolo, 2016, ISBN 978-88-215-9773-2.
- Paolo. Nel vivo del ministero, Edizioni San Paolo, 2016, ISBN 978-88-215-9774-9.
- Il Padre Nostro. Non sprecate parole, Edizioni San Paolo, 2016, ISBN 978-88-215-9775-6.
- Sulla tua parola, Edizioni Morcelliana, 2016, ISBN 978-88-372-2949-8.

## Onorificenze
- Nel 2010 vinse il Premiolino, ambito riconoscimento giornalistico.

## Genealogia episcopale e successione apostolica
La genealogia episcopale è:
- Cardinale Scipione Rebiba
- Cardinale Giulio Antonio Santori
- Cardinale Girolamo Bernerio, O.P.
- Arcivescovo Galeazzo Sanvitale
- Cardinale Ludovico Ludovisi
- Cardinale Luigi Caetani
- Cardinale Ulderico Carpegna
- Cardinale Paluzzo Paluzzi Altieri degli Albertoni
- Papa Benedetto XIII
- Papa Benedetto XIV
- Papa Clemente XIII
- Cardinale Enrico Benedetto Stuart
- Papa Leone XII
- Cardinale Chiarissimo Falconieri Mellini
- Cardinale Camillo Di Pietro
- Cardinale Mieczysław Halka Ledóchowski
- Cardinale Jan Maurycy Paweł Puzyna de Kosielsko
- Arcivescovo Józef Bilczewski
- Arcivescovo Bolesław Twardowski
- Arcivescovo Eugeniusz Baziak
- Papa Giovanni Paolo II
- Cardinale Carlo Maria Martini, S.I.

La successione apostolica è:
- Cardinale Renato Corti (1981)
- Cardinale Giovanni Saldarini (1984)
- Vescovo Marco Virgilio Ferrari (1987)
- Cardinale Dionigi Tettamanzi (1989)
- Vescovo Angelo Mascheroni (1990)
- Vescovo Giovanni Giudici (1990)
- Cardinale Francesco Coccopalmerio (1993)
- Vescovo Giuseppe Merisi (1995)
- Vescovo Gervasio Gestori (1996)
- Vescovo Adriano Caprioli (1998)
- Vescovo Erminio De Scalzi (1999)
- Vescovo Emilio Patriarca (1999)
- Vescovo Diego Coletti (2001)